# Beiers voetbalkampioenschap 1924/25
In 1924/25 werd het vijftiende Beiers voetbalkampioenschap gespeeld, dat georganiseerd werd door de Zuid-Duitse voetbalbond. 
1. FC Nürnberg werd kampioen en plaatste zich voor de Zuid-Duitse eindronde. De club werd tweede achter VfR Mannheim. Vanaf dit seizoen mochten echter drie clubs per voetbalbond deelnemen aan de eindronde om de landstitel, waardoor Nürnberg en FSV Frankfurt ook opgevist werden. 
De club versloeg 1. SV 1903 Jena met 2:0, Breslauer SC 08 met 1:4 en Duisburger SpV met 3:0. In de finale nam de club het op tegen FSV Frankfurt en won na verlengingen met 1:0 en werd zo landskampioen. 

## Bezirksliga
| Plaats | Club                | Wed. | W  | G | V  | Saldo | Ptn.  |
| ------ | ------------------- | ---- | -- | - | -- | ----- | ----- |
| 1.     | 1. FC Nürnberg      | 14   | 11 | 2 | 1  | 44:13 | 24:4  |
| 2.     | SpVgg Fürth         | 14   | 6  | 6 | 2  | 32:12 | 18:10 |
| 3.     | FC Wacker München   | 14   | 7  | 4 | 3  | 28:15 | 18:10 |
| 4.     | FC Bayern München   | 14   | 5  | 7 | 2  | 27:23 | 17:11 |
| 5.     | SV 1860 München     | 14   | 5  | 4 | 5  | 29:22 | 14:14 |
| 6.     | FV 1920 Nürnberg    | 14   | 5  | 2 | 7  | 25:34 | 12:16 |
| 7.     | SV Schwaben Ulm     | 14   | 2  | 3 | 9  | 13:38 | 7:21  |
| 8.     | FC Teutonia München | 14   | 0  | 2 | 12 | 13:54 | 2:26  |

|  | Kampioen, geplaatst voor Zuid-Duitse eindronde |
|  | Degradatie                                     |